# 桑佩多尔
桑佩多尔，是西班牙加泰罗尼亚巴塞罗那省的一个市镇。总面积17平方公里，总人口5492人（2001年），人口密度323人/平方公里。